# Tillac
Tillac (gaskognisch: ebenfalls Tillac) ist eine französische Gemeinde mit 278 Einwohnern (Stand 1. Januar 2022) im Département Gers in der Region Okzitanien (bis 2015 Midi-Pyrénées); sie gehört zum Arrondissement Mirande und zum Gemeindeverband Bastides et Vallons du Gers. Die Bewohner nennen sich Tillacais/Tillacaises.

## Geografie
Tillac liegt rund 11 Kilometer südwestlich von Mirande und 31 Kilometer südwestlich von Auch im Süden des Départements Gers. Die Gemeinde besteht aus Weilern, zahlreichen Streusiedlungen und Einzelgehöften. Der Bouès bildet teilweise die östliche Gemeindegrenze.
Nachbargemeinden sind Pallanne im Nordosten und Osten, Laas im Osten, Miélan im Südosten, Aux-Aussat im Süden, Monpardiac im Südwesten, Troncens im Westen sowie Monlezun im Westen und Nordwesten.

## Bevölkerungsentwicklung
| Jahr                       | 1793 | 1846 | 1911 | 1911 | 1962 | 1968 | 1975 | 1982 | 1990 | 1999 | 2006 | 2011 | 2016 |
| Einwohner                  | 626  | 838  | 498  | 370  | 327  | 346  | 315  | 320  | 302  | 295  | 260  | 254  | 280  |
| Quellen: Cassini und INSEE |      |      |      |      |      |      |      |      |      |      |      |      |      |